# Cambridge (Massachusetts)

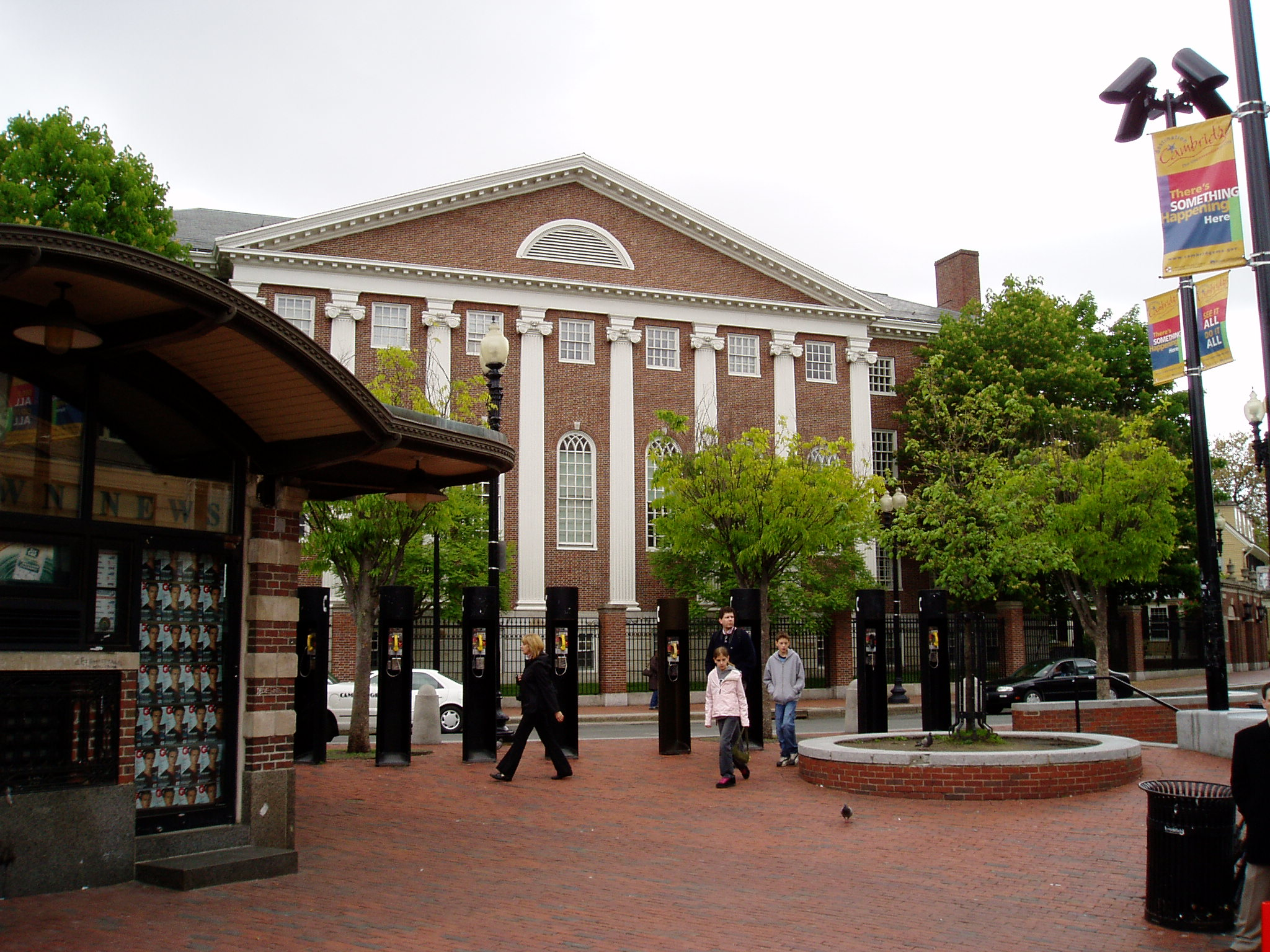
Harvard Square, a Cambridge

Cambridge és una ciutat de l'estat de Massachusetts, als Estats Units d'Amèrica, seu del comtat de Middlesex. És veïna de la ciutat de Boston i separada d'aquesta pel riu Charles, conformant, al costat d'altres ciutats, l'anomenat Gran Boston.
Els seus fundadors li van donar el nom en honor de Cambridge, Anglaterra, ja que van desenvolupar els seus estudis en la Universitat de Cambridge. Cambridge és coneguda per ser la ciutat seu de la Universitat Harvard i de l'Institut Tecnològic de Massachusetts (MIT). Segons el cens de l'any 2000, la ciutat té una població de 101.355 habitants, encara que moltes més persones van a Cambridge a treballar.

## La ciutat
La població de Cambridge és molt diversa. Els seus residents van des de distingits professors del MIT i de Harvard a famílies de classe obrera, passant per immigrants de tot el món. La primera unió civil entre persones del mateix sexe en Estats Units es va realitzar en el Cambridge City Hall. Aquesta diversitat contribueix a l'ambient liberal i pot ser comparat a Berkeley (Califòrnia) en alguns aspectes. Això, al costat de les històriques protestes estudiantils i un rebuig al control legal de les rendes d'arrendament, li ha valgut la humorística denominació de "República Popular de Cambridge". Cambridge és avui dia una ciutat renovada urbanament, de classe mitjana-alta i amb un creixent mercat de propietats, creuant el riu des de Boston. També se'l coneix com la "riba esquerra de Boston".
Cambridge ha estat també anomenada per alguns la "ciutat de les places" ("City of Squares" en anglès), ja que la major part dels seus districtes comercials són grans interseccions conegudes com a squares. En la regió de Nova Anglaterra, el terme square s'aplica a una àrea comercial, generalment formada al voltant de la intersecció de tres o més carrers, i que originalment consistia d'una àrea quadrada buidada. Com la majoria dels carrers es van construir fa segles, només algunes places conserven la forma geomètrica d'un quadrat.
Harvard Square està, per exemple, formada per dos carrers corbes convergents. Cadascuna d'aquestes places fa d'un centre veïnal.

## Llocs d'interès
- Cambridge City Hall
- Riu Charles
- Universitat Harvard
- Massachusetts Institute of Technology
- Cementiri Mount Auburn
- Cambridge Common

## Personatges cèlebres associats a Cambridge
- Bhumibol Adulyadej, rei de Tailàndia
- Ben Affleck
- Louis Agassiz
- Annie Jump Cannon
- Noam Chomsky
- Matt Damon
- Patrick Ewing
- Richard P. Feynman
- John Kenneth Galbraith
- Henry James
- William James
- Henry Kissinger
- Patrick Stewart
- Norbert Wiener
- Edward Burlingame Hill (1872-1960) compositor musical.
- Theodore William Richards (1868-1928). Premi Nobel de Química de l'any 1914.
- Percy Williams Bridgman (1881-1961) Premi Nobel de Física de 1946.
- William Forsyth Sharpe (1934), Premi Nobel d'Economia de 1990.
- Douglass North (1920-2015), Premi Nobel d'Economia de 1993.
- Lloyd Shapley (1923-2016),Premi Nobel d'Economia de 2012.
- E.E. Cummings (1894 - 1962) poeta